# Renato de Aguiar Freire
Renato Rodrigues de Aguiar Freire (Natal, 3 de setembro de 1960), é um militar Brasileiro, atual chefe do Estado Maior Conjunto das Forças Armadas, função que assumiu em 09 de Janeiro de 2023.

## Biografia
Nascido na cidade de Natal, Renato iniciou a carreira militar em 1981, sendo declarado Guarda-marinha neste mesmo ano.
O almirante já foi comandante do Centro de Instrução Almirante Graça Aranha, diretor na Diretoria de Ensino da Marinha e no Instituto de Estudos do Mar Almirante Paulo Moreira.
É formado em Aperfeiçoamento de Comunicações para Oficiais pela Escola Naval e pelo Colégio de Guerra Naval nos Estados Unidos, além de possuir mestrado em Defense Studies (Estudos de Defesa) pelo King's College de Londres.

## Condecorações[4][1]
- Ordem do Mérito Militar
- Ordem do Mérito Aeronáutico
- Ordem de Rio Branco, Grã-Cruz[5]
- Ordem do Mérito Judiciário Militar
- Medalha do Mérito Desportivo Militar
- Medalha Mérito Tamandaré
- Medalha do Pacificador
- Medalha Marechal Trompowsky
- Medalha da Ordem do Mérito do Instituto dos Docentes do Magistério Militar
- Medalha do Mérito Policial Luiz Gonzaga
- Medalha da Defesa Nacional da França
- Medalha Naval Almirante Luiz Brión da Venezuela
- Medalha do Mérito Santos-Dumont
- Medalha Mérito Estado-Maior Conjunto das Forças Armadas
- Medalha da Vitória
- Ordem do Mérito Naval
- Ordem do Mérito da Defesa